# Marlene de Andrade
Marlene de Andrade (tên khai sinh Zita Marlene de Andrade de Sousa vào ngày 14 tháng 7 năm 1977) là một nữ diễn viên, người mẫu và người dẫn chương trình người Venezuela và vợ của Winston Vallenilla.

## Tiểu sử
Sau khi tốt nghiệp trung học, Marlene bắt đầu học ngành Dược tại Đại học Trung tâm Venezuela. Việc học của cô bị gián đoạn khi cô tham gia cuộc thi Hoa hậu Venezuela năm 1997. Sau khi tham gia sự kiện này, cô chính thức khởi nghiệp với tư cách là một người mẫu và gia nhập một trong những công ty người mẫu ở Venezuela. Trong vài tháng, cô làm việc như một người mẫu ảnh ở một số quốc gia như Colombia, Cộng hòa Dominican, Hoa Kỳ, Aruba và Nhật Bản.
Sau khi trở về Venezuela, cô đã tham dự buổi casting của RCTV và được chọn vào vai một nhân vật phản diện trong telenovela Carita Pintada. Đây là vai diễn đầu tiên của cô. Khi bộ phim telenovela kết thúc, cô đăng ký tham gia lớp học diễn xuất với giáo sư Nelson Ortega.
Trong khi quay telenovela Mujer con pantalones vào năm 2005, cô đã gặp người chồng hiện tại Winston Vallenilla. Vào tháng 8 năm 2011, cặp vợ chồng chào đón đứa con đầu lòng, một cậu con trai tên Winston Alexander.
Năm 2008, cô được chọn vào vai nhân vật phản diện của Leonardo Padrón's telenovela La vida entera.
Năm 2010, Marlene trở thành người mẫu quảng cáo cho Chicas Polar.